# Maryse Ouellet
Maryse Ouellet (21 de gener del 1983), és una model i lluitadora professional quebequesa que treballa a la World Wrestling Entertainment, lluitant a la seva marca RAW.
Entre els seus triomfs destaquen dos Campionats de dives de la WWE.

## Vida personal
Posseeix una llicenciatura en Administració d'Empreses a més de tenir el cinturó negre en arts marcials. És una parlant nativa del francés, parlant també inglés, adquirint gran fluïdesa després del temps que ha treballar en aquesta empresa.

## Carrera

### Carrera com a model
Maryse va començar la seva carrera de model guanyant el Miss Hawaiian Tropic canadenc el 2003 i finalitzant segona en les Finals Internacionals de Miss Hawaiian Tropic 2004. Després d'aparèixer en nombrosos diaris, revistes i programes de televisió canadencs, va esdevenir una famosa model; va aparèixer en les portades i pàgines del Playboy Special Editions entre juny i juliol de 2006. També fou portada del calendari Playboy "The Girls of Canada 2007" i va aparèixer en l'edició especial de Playboy dita "Blondes, Brunettes and Redheads".

### World Wrestling Entertainment (2006-present)

#### Ohio Valley Wrestling
Maryse va signar un contracte amb la WWE el 24 d'agost de 2006 i va ser enviada a l'Ohio Valley Wrestling per a entrenar. Inicialment només participava en concursos de bikinis i apareixia en el backstage. Després va esdevenir la manager de René Duprée en els house shows.
El seu debut en el ring va ser el 16 de desembre de 2006 a Kentucky, on va fer equip amb Katie Lea, Kelly Kelly, Nay Nay & Alicia Fox per a derrotar a ODB, Milena Roucka, Josie, Beth Phoenix i Melody. El març de 2007 va ser entrevistadora un temps en el backstage per la OVW TV i lluitava en dark matches abans de les gravacions de dit programa. Va participar en el “Miss OVW 2007”, però no va aconseguir guanyar. Més tard, aquell mateix any participà en els "OVW Divalympics 2007", durant aquella època fou la manager de Sylvain Grenier tant a la OVW com en els house shows de RAW, SmackDown i ECW.

#### Florida Championship Wrestling
Quan la Florida Championship Wrestling va obrir a l'estiu del 2007 Maryse va ser transferida allà per a entrenar. El 25 de setembre va fer el seu debut com la netejadora de Ryan O'Reiley. Després que Ryan abandonés de WWE el 10 d'octubre Maryse va començar a participar en lluites individuals i tag team. Tot i que va tenir algunes aparicions esporàdiques a SmackDown va estar molt dedicada a les seves lluites a la FCW abans de ser cridada al plantell principal a temps complet.

#### 2008

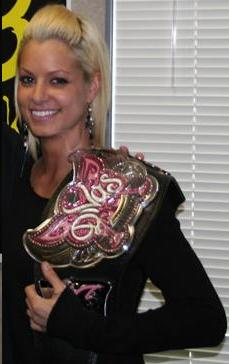
Maryse com a Campiona de las Dives.

Maryse va començar a aparèixer regularment a SmackDown al mes de març de 2008, establint-se com a heel. Va debutar lluitant contra Cherry, on va ser derrotada. Però va guanyar la revenja, setmanes després. Ràpidament va començar a fer equip amb Victoria i Natalya per a enfrontar-se a Maria, Michelle McCool i Cherry. En un d'aquests combats, va patir una lesió al nas, la qual es va agreujar en un combat posterior.
A Unforgiven, va ser derrotada per Michelle McCool en un combat on el Campionat de Dives estaba en joc. Fou derrotada novament per Michelle el 19 de setembre a SmackDown, en una lluita titular. Posteriorment no va aparèixer en els programes de SmackDown durant un mes.
Va retornar en el PPV Survivor Series, on va eliminar a Mickie James, Kelly Kelly i Candice Michelle abans de ser eliminada per Beth Phoenix. Participà en un combat en parelles en el Armageddon, on fou derrotada. Finalment, després de derrotar a Maria, obté una nova oportunitat per al Campionat de Dives de la WWE. El 22 de desembre a SmackDown es corona campiona després d'aplicar el seu "French TKO" a Michelle McCool. Després d'això es va lesionar un genoll, cosa que va passar en un house show, en un combat contra les Bella Twins.

#### 2009
El 27 de març de 2009 va retenir el seu títol contra Michelle McCool, ja que Gail Kim va fer el seu retorn i va atacar a ambdues dives, cosa que va provocar que finalitzes el combat. Va tenir un breu enfrontament amb Gail Kim fins que va retenir el seu campionat en una lluita on va aplicar el seu french kiss a Gail Kim.
Al programa de Raw del 19 d'abril, Maryse fou canviada de Smackdown a RAW pel Draft 2009, cosa que va provocar que el Campionat de les Dives es tornés exclusiu de RAW.
Va fer el seu debut el 27 d'abril, formant equip amb Beth Phoenix, Rosa Mendes i Jillian Hall, sent derrotades per Mickie James, Santina Marella, Brie Bella i Kelly Kelly. Va retenir el campionat dues vegades enfront a Kelly kelly, la primera va fer trampa. Després va inicar un enfrontament amb la nova aspirant al títol Mickie James.
En el Night of Champions, va perdre el campionat contra Mickie; després es va sotmetre a una operació de genoll a causa de una lesió pasada. Va fer el seu retorn el 23 de novembre, atacant a la campiona de dives, en aquell moment, Melina.

#### 2010
Participà en un torneig per a coronar a la nova Campiona de Dives de la WWE, ja que el títol quedà vacant. El 4 de gener a RAW va derrotar Brie Bella en els quarts de final i el 25 de gener a RAW derrotà a Eve Torres a la semifinal. El 22 de febrer derrotà a Gail Kim guanyant el WWE Divas Championship Tournament i per segona vegada el Campionat de les Dives.
A Wrestlemania XXVI va participar en l'equip de Vickie Guerrero contra el de Beth Phoenix, guanyant el seu equip.
El 12 d'abril a Raw fou derrotada per Eve Torres perdent el campionat, tenint la revenja en Over the Limit, on no va aconseguir recuperar-lo. Però el 7 de juniy de 2010 va guanyar una Battle Royal, aconseguint una altra oportunitat per al títol en el PPV Fatal 4-Way contra Eve Torres, Gail Kim i Alicia Fox, però va perdre, sent Alicia la guanyadora.
El 21 de juny es convertí en l'assistent personal Ted DiBiase, començant un enfrontament amb John Morrison quan l'11 de juliol a Raw fou atacada verbalment per aquest últim. En el PPV Money in the Bank va interferir a la lluita pel maleti corresponent a RAW, però fou expulsada del ring per John Morrison.
El 26 d'octubre a NXT es va enfrontar, junt amb Ted DiBiase, a Goldust i la seva rookie Aksana, pero no van aconseguir la victoria. Durant l'última edició de la tercera temporada de NXT Ted Dibiase va ser presentat com el pro de Brodus Clay i Maryse va estar present tant en la presentació com quan va començar la temporada.

#### 2011

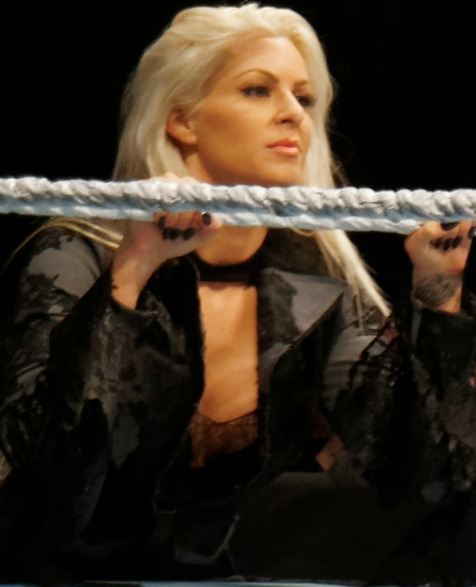
Maryse al 2016

El 31 de gener va donar una bofetada a Ted quan la va fer servir com a escut per evitar l'atac de Jerry Lawler. L'endemà a NXT va distreure a Ted provocant que perdés la lluita contra Brodus Clay.
El 28 de febrer va participar en una Battle Royal per definir la Nº1 contender pel Campionat de Dives, però va ser eliminada per Gail Kim.
El 2 de maig a Raw tenia un combat contra Kelly Kelly, però al principi del combat van ser interrompudes per Kharma, la qual va atacar a Maryse.

## En lluita

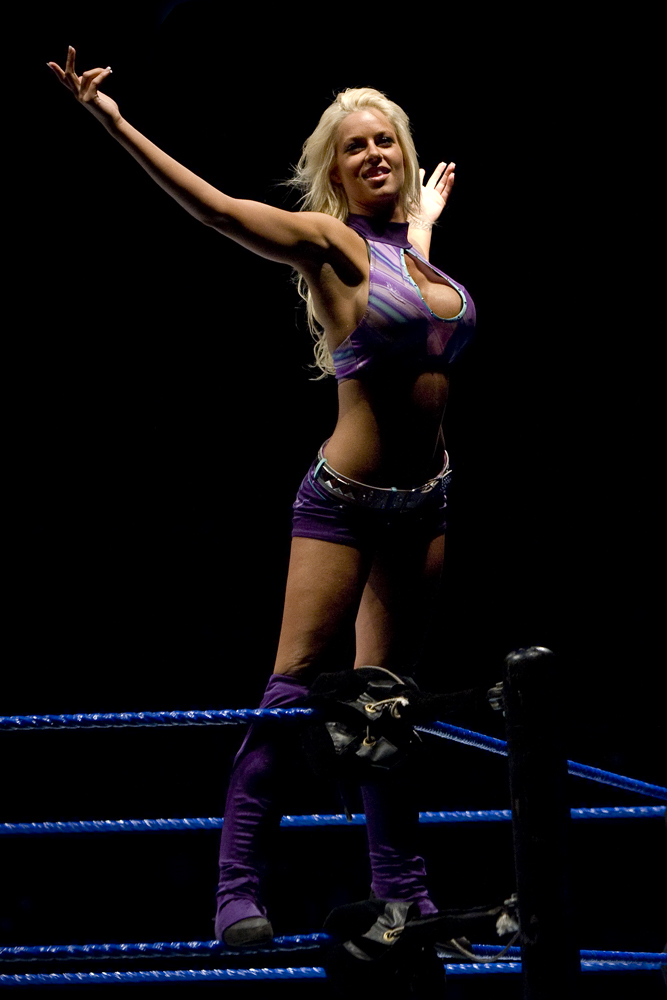
Maryse en un House Show al 2008.

- Moviments finals
  - French Kiss (Snap DDT)
  - French TKO (Heel kick)
  - Modified figure four leglock
- Moviments de firma
  - Camel clutch
- Lluitadors dirigits
  - Sylvain Grenier
  - René Duprée
  - Ted DiBiase, Jr.
  - Ryan O'Reilly
  - Deuce 'N Domino
  - Ted DiBiase
- Managers
  - Alicia Fox
  - Ted DiBiase

## Campionats i triomfs
- World Wrestling Entertainment
  - WWE Divas Championship – 2 vegades
- Pro Wrestling Illustrated
  - Situada en el N°9 en el PWI Female 50 de 2009
  - Situada en el N°10 en el PWI Female 50 de 2010